# Malin Swedberg
Malin Swedberg (15 de setembro de 1968) é uma ex-futebolista profissional sueca que atuava como meia.

## Carreira
Malin Swedberg fez parte do elenco da Seleção Sueca de Futebol Feminino, nas Olimpíadas de 1996 e 2000. Em Atlanta ela marcou dois gols sendo o primeiro gol olímpico de uma jogadora sueca, já que o primeiro tinha sido contra a favor da Suécia.